# IPad Air
De iPad Air is een model van de iPad en wordt ontworpen en verkocht door Apple Inc. en wordt gefabriceerd door Foxconn. De iPad Air is inmiddels in zijn zesde generatie en werd voor het eerst aangekondigd op 22 oktober 2013, en ging in de verkoop op 1 november 2013.

## Modellen

### iPad Air
De eerste generatie iPad Air werd aangekondigd op 22 oktober 2013 en kwam in de winkels op 1 november 2013. Op 21 maart 2016 werd de verkoop van de iPad gestaakt. De eerste iPad Air is de eerste iPad in de nieuwe serie van iPad Air, een variant op de eerdere iPad. De Air verschilt voornamelijk door zijn dikte en smallere schermrand van de originele iPad.

### iPad Air 2
De tweede generatie iPad Air werd aangekondigd op 16 oktober 2014 en de verkoop ervan begon op 22 oktober 2014, samen met de iPad mini 3. De Air 2 lijkt visueel sterk op zijn voorganger maar is wel een stuk sneller, dankzij de Apple A8X, een stuk dunner en heeft enkele nieuwe functies zoals bijvoorbeeld Touch ID. Op 21 maart 2017 werd de Air 2 uit de verkoop gehaald.

### iPad Air (2019)
De derde generatie iPad Air werd op 18 maart 2019 aangekondigd. Het model bevat een retina-scherm, Touch ID en betere camera. Er is ondersteuning voor de Apple Pencil, Apple Smart Keyboard Folio en hij wordt geleverd met iOS 12 als besturingssysteem.

### iPad Air (2020)
De vierde generatie stamt uit september 2020 en beschikt over de A14 Bionic processor. Deze generatie iPad Air heeft voor het eerst geen Lightning aansluiting meer, maar USB-C. Ten tijde van het lanceren werd iPadOS 14 geïnstalleerd deze iPad Air.

### iPad Air (2022)
De vijfde generatie iPad Air werd aangekondigd op 8 maart 2022. Het bevat een 10,9 inch Liquid-Retina scherm, Touch ID en een 12 Megapixel groothoekcamera. De vijfde generatie wordt geleverd met een Apple M1-chip, dezelfde chip als in de iPad Pro, en 5G ondersteuning. Het standaard besturingssysteem is iPadOS 15.

### iPad Air M2 (2024)
De zesde generatie iPad Air is in 2024 gelanceerd. Deze beschikt over de M2 processor en draaide bij de lancering op iPadOS17. Voor het eerst is het Air model beschikbaar in twee schermformaten (11 of 13 inch).